# Brantôme, Pierre de Bourdeille
Brantôme, Pierre de Bourdeille (Périgord, 1540. körül – 1614. július 15.) francia író, katona, a 16. századi francia udvari élet könnyed hangú krónikása.

## Élete
Ősi nemesi család sarja volt. Számos harci cselekményben vett részt, harcolt Afrikában a berberekkel és a vallásháborúkban a hugenották ellen is. 1589-ben súlyosan megsebesült, ami évekre ágyba döntötte. Akkor írta pletykákban, anekdotákban, intim részletekben bővelkedő emlékiratait, melyeknek hírnevét köszönheti.
Összes munkája kéziratban maradt és csak halála után jelent meg, először 1665–1666-ban (Les vies des hommes illustres et grands Capitaines Français de son temps, nyolc kötet).

## Magyarul
- Kacér hölgyek; vál., ford., előszó, jegyz. Antal László; Európa, Bp., 1986